# Enetama Lipitoa
Le docteur Enetama Lipitoa est un médecin et homme politique niuéen.

## Biographie
Après des études de médecine aux Fidji, il pratique la médecine dans son pays d'origine, Niué, avant d'y entrer en politique.
Entré à l'Assemblée législative de Niué comme député du village de Namukulu aux élections de 1969, il est nommé membre du comité exécutif de ce qui est alors un territoire d'outre-mer de la Nouvelle-Zélande, le chef du gouvernement Robert Rex étant subordonné à l'autorité du commissaire résidant néo-zélandais. En 1971, la Nouvelle-Zélande adopte une loi qui confèrera l'autonomie politique à Niue en matière de politique intérieure après les élections de 1972. Réélu député à ces élections, le docteur Lipitoa est nommé ministre de la Santé, de la Justice, de la Radio et des Postes dans le gouvernement de Robert Rex.
Avec le chef du gouvernement et le ministre de l'Éducation et du Développement économique, Young Vivian, Enetama Lipitoa négocie en 1973 avec le gouvernement de Nouvelle-Zélande l'obtention pour 1974 d'un statut de libre association pour Niué, qui maintient ce petit pays d'alors 4 600 habitants dans le domaine de la souveraineté néo-zélandaise mais donne à l'île sa pleine indépendance en matière de politique intérieure. La Nouvelle-Zélande demeure responsable de la politique étrangère et de la défense de Niué, qui continue à bénéficier d'un accès privilégié au marché néo-zélandais pour ses exportations, ainsi que du droit de ses ressortissants de s'établir en Nouvelle-Zélande. L'île bascule à ce nouveau statut le 19 octobre 1974 et le gouvernement composé de Robert Rex, Young Vivian, Enetama Lipitoa et Frank Lui introduit immédiatement des pensions de retraite et initie une politique de modernisation des infrastructures portuaires et aéroportuaires afin de faciliter le tourisme pour développer l'économie du pays. Niué doit toutefois faire face à une importante émigration vers la Nouvelle-Zélande, sa population étant passée de 4 600 début 1973 à 3 700 début 1975.
Le gouvernement Rex conserve sa majorité parlementaire aux élections législatives de 1975, et Robert Rex reconduit le docteur Lipitoa aux postes de ministre de la Santé, de la Justice et de la Radio, lui attribuant également les ministères des Autorités locales et des Terres. Après les élections de 1978, Enetama Lipitoa est ministre de la Justice, de l'Éducation, du Développement économique, des Travaux publics, des Autorités locales et des Terres ; après celles de 1981, il conserve tous ces ministères sauf celui de l'Éducation (confié à Frank Lui), toujours dans le gouvernement de Robert Rex.
Aux élections législatives de 1987, il cède sa circonscription de Namukulu (le plus petit village du pays) à son frère Jack Lipitoa, et se présente avec succès pour l'un des sièges parlementaires attribués au scrutin national. Les archives de presse ne le mentionnent plus après cette date, mais le gouvernement Rex demeure au pouvoir jusqu'à la mort du Premier ministre en décembre 1992. Sa petite-fille Rhonda Tiakia remporte la circonscription de Lakepa aux élections de 2023.